# Lessja Ukrajinka

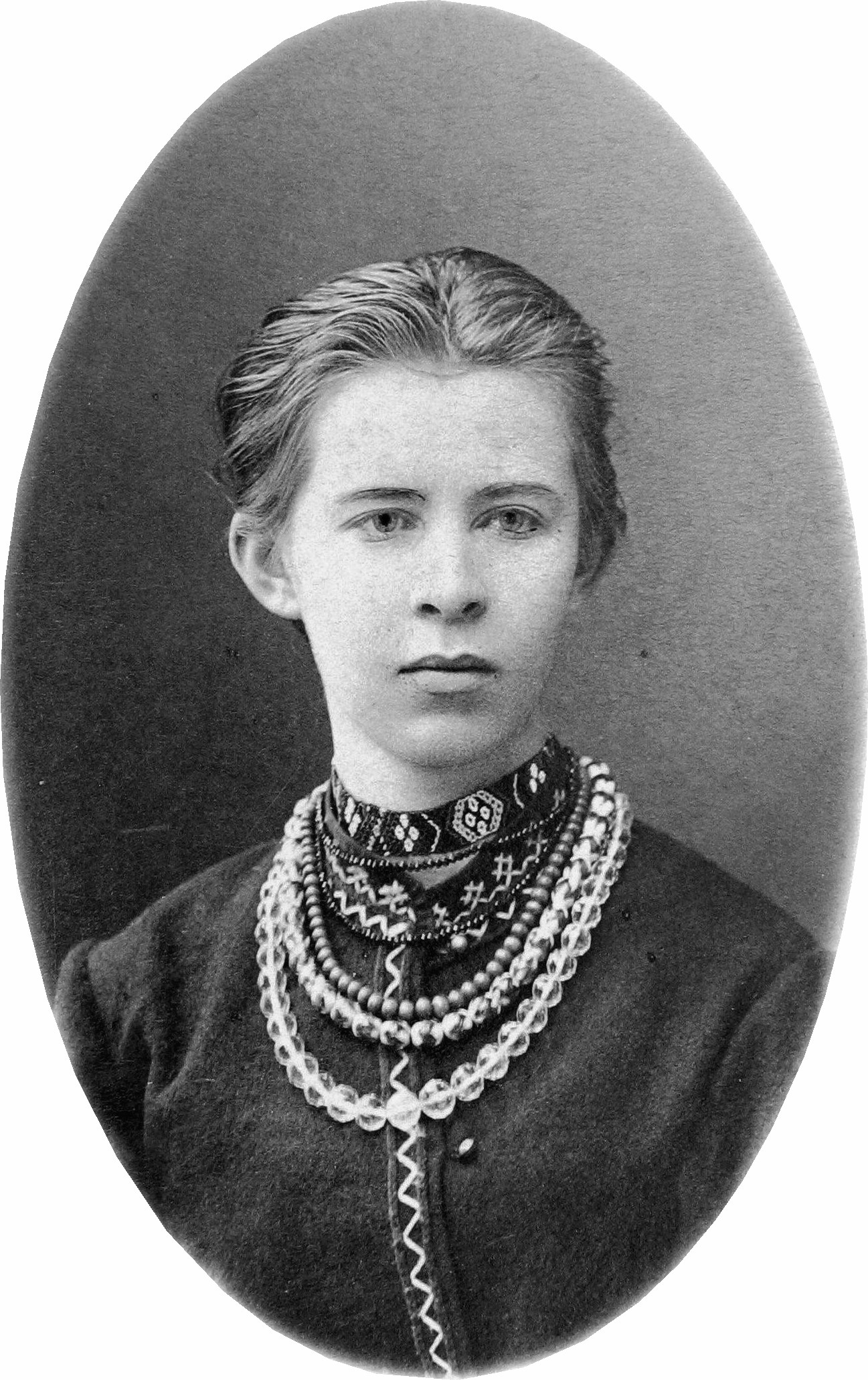
Lessja Ukrajinka

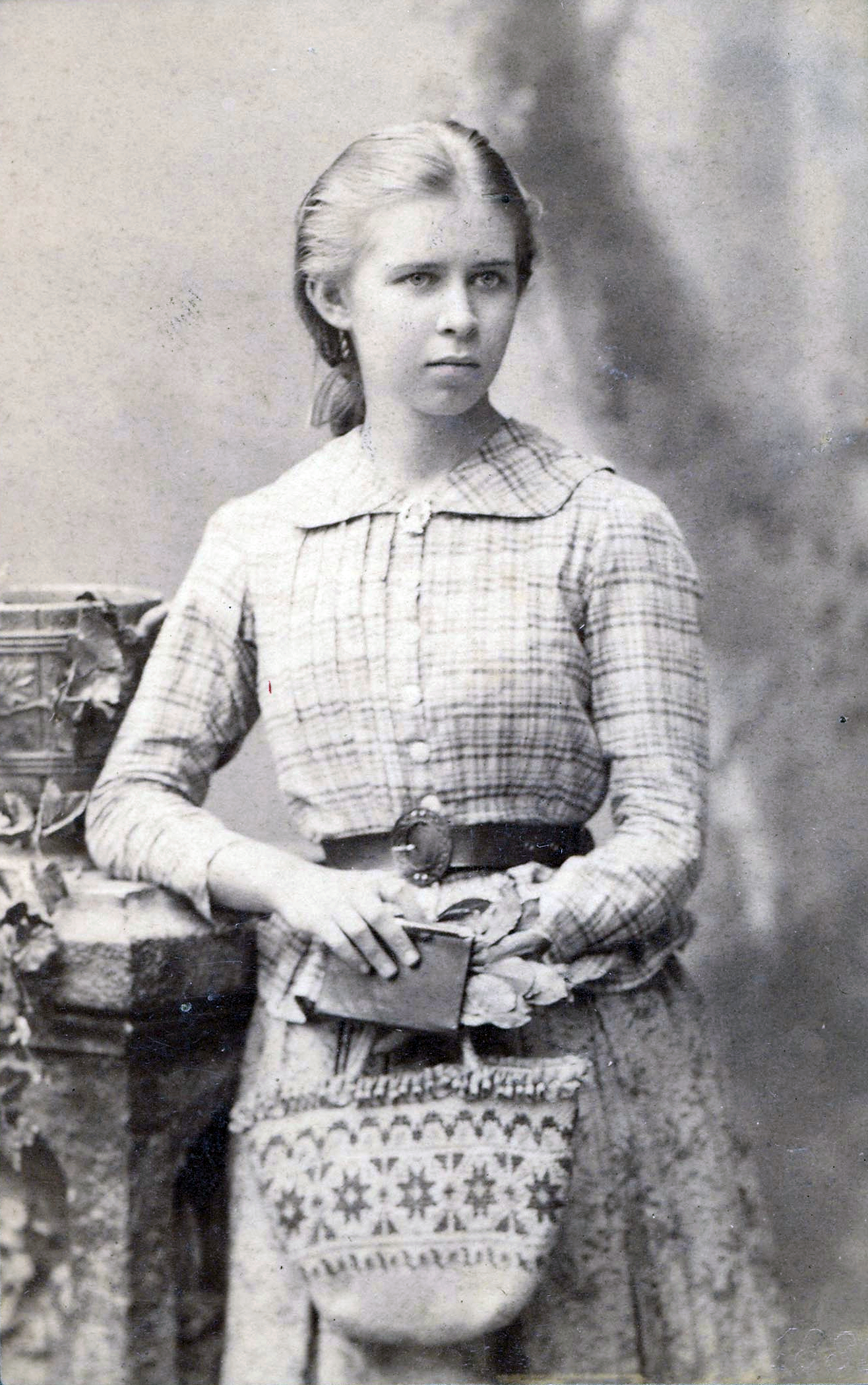
Lessja Ukrajinka, 1888

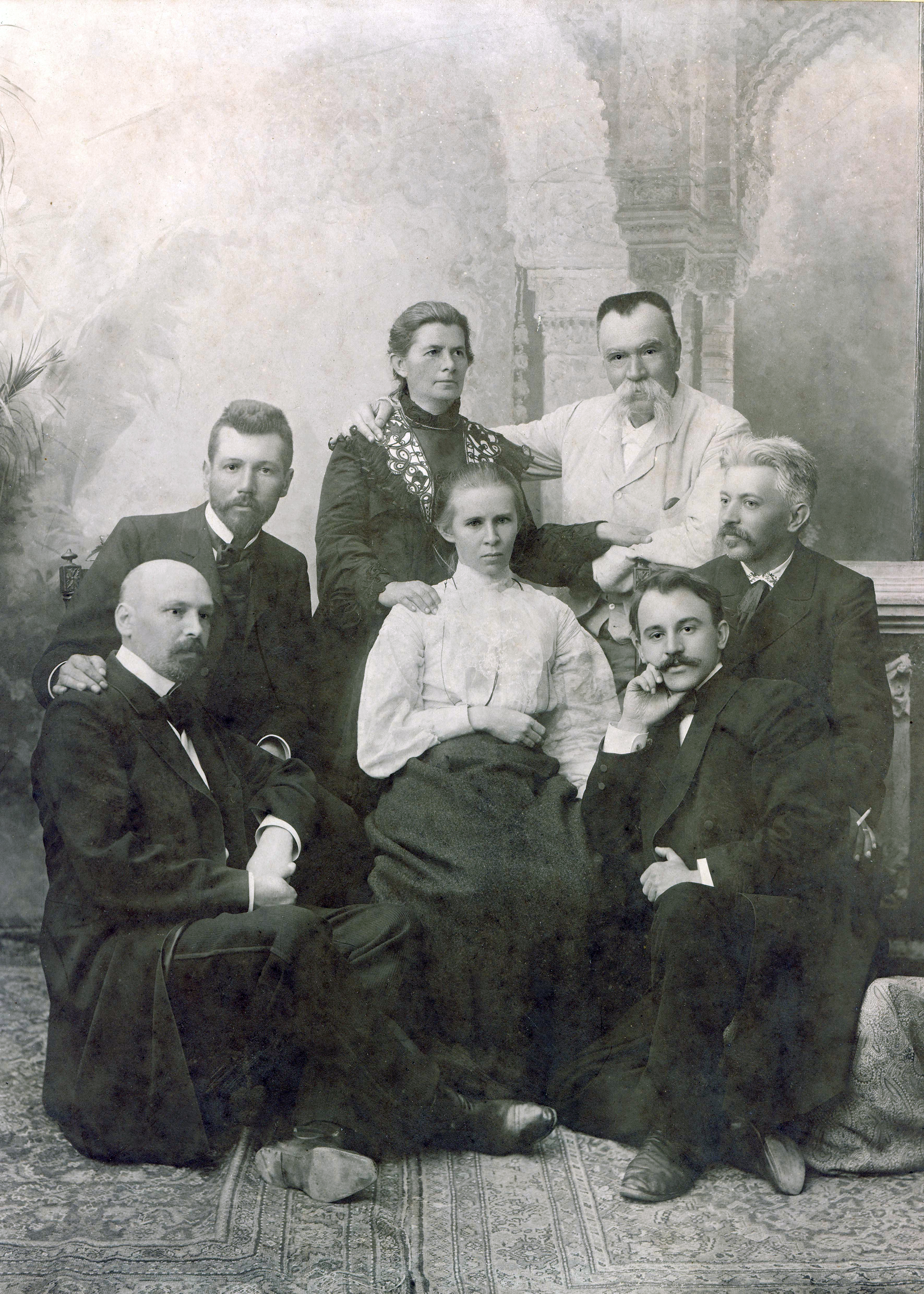
Gruppenbild bei Eröffnung eines Denkmals für Iwan Kotljarewskyj in Poltawa 1903. Von links nach rechts: Mychajlo Kozjubynskyj, Wassyl Stefanyk, Olena Ptschilka, Lessja Ukrajinka, Mychajlo Staryzkyj, Hnat Chotkewytsch, Wolodymyr Samijlenko

Lessja Ukrajinka (ukrainisch Леся Українка, wiss. Transliteration Lesja Ukraïnka, eigentlich Лариса Петрівна Косач Laryssa Petriwna Kossatsch; * 13. Februarjul. / 25. Februar 1871greg. in Swjahel, Gouvernement Wolhynien, Russisches Kaiserreich, heute Ukraine; † 1. August 1913 in Surami, Gouvernement Tiflis, Russisches Kaiserreich) war eine ukrainische Dichterin, Dramatikerin, Übersetzerin und Feministin. Ihr Werk umfasste anfangs folkloristische, traditionelle Lyrik, später impressionistische Naturlyrik bis hin zu historischer Dichtung. Es gilt als bedeutender Beitrag zur Neuromantik.

## Leben
Als Tochter des Juristen Petro Kossatsch und der Schriftstellerin und Feministin Olena Ptschilka genoss die Dichterin eine gute Bildung und kam früh mit Literatur und Kultur in Kontakt. Sie wurde insbesondere durch ihren Onkel mütterlicherseits, den Historiker und politischen Denker Mychajlo Drahomanow gefördert, wodurch sie bereits als Kind berühmte ukrainische Künstler wie den Dichter und Dramaturgen Mychajlo Staryzkyj und den Komponisten Mykola Lyssenko kennenlernen konnte. Mit neun Jahren schrieb sie ihre ersten Gedichte. 1884 erschienen in der Lemberger Zeitschrift Sorja (ukrainisch Зоря) zwei Gedichte; dort verwendete sie auch erstmals das Pseudonym Lessja Ukrajinka.
Trotz ihrer Neigung zur Musik und trotz ihres großen musikalischen Talents wandte sie sich wegen ihrer Tuberkulose-Erkrankung, mit der sie zeitlebens zu kämpfen hatte, der Literatur zu. Krankheitsbedingt besuchte sie auch keine öffentliche Schule, sondern wurde von ihrer Mutter und Drahomanow privat unterrichtet.
In ihren Gedichten spielten die Sehnsucht nach Freiheit ebenso wie folkloristische Sujets eine große Rolle. Aus ihrer Feder stammen zahlreiche Liedertexte, Balladen und Märchen. In dem Gedicht Contra Spem Spero! („Gegen die Hoffnung hoffe ich!“, Без надії сподіваюсь!), das sich in ihrem Werk deutlich abhebt, kommt der ganze Kampfeswillen und der Optimismus zum Ausdruck, der sie trotz ihrer Krankheit nie verließ.
An dem 1892 in Lemberg erschienenen Buch der Lieder von Heinrich Heine war Lessja Ukrajinka mit 92 Übersetzungen beteiligt. Daneben übersetzte sie auch poetische Werke von Iwan Sergejewitsch Turgenew, Adam Mickiewicz und Victor Hugo, Macbeth von William Shakespeare, Dantes Inferno sowie Stücke von Byron und Gerhart Hauptmann. Um die ukrainische Sprache neben der russischen populär zu machen, wählte sie bewusst volksnahe Texte zur Übersetzung aus.

„Lesja Ukrajinka ist eine Dichterin, die der literarischen Übersetzung eine bedeutende Rolle für die Bildung des ukrainischen Volkes und die Entwicklung der ukrainischen Literatur zugemessen hat. Sie hat dafür theoretisch begründete Übersetzungspläne vorgelegt.“

Als Mitglied der jungen Literaturgruppe Plejada (Плеяда) veröffentlichte sie in Kiew (Kyjiw) Prosatexte zu historischen und anderen Themen. Von 1894 bis 1895 lebte sie bei ihrem Onkel Drahomanow in Bulgarien, wo sie den politischen Gedichtzyklus Unfreie Lieder schrieb. Später unterstützte sie die radikale galizische Presse und veröffentlichte in der Lemberger Zeitschrift Narod (Народ, Volk) satirisch-patriotische Texte.
1898 erschien in einer Literaturzeitschrift ein Artikel von Iwan Franko, der Lessja Ukrajinka in einem Atemzug mit Taras Schewtschenko nennt. 1900 machte sie in Sankt Petersburg Bekanntschaft mit der russischen Literaturszene und publizierte in der Zeitschrift Shizn (Leben) mehrere russischsprachige Artikel über deutsche, polnische und „kleinrussische“, also ukrainische Literatur.
Wegen ihrer angegriffenen Lungen musste sie immer wieder Kuraufenthalte einlegen, die sie durch ganz Europa und bis Ägypten führten, wo sie ihren Horizont erweitern und die vielfältigen Eindrücke in ihren Werken verarbeiten konnte. Zu Beginn des 20. Jahrhunderts schloss sie sich der sozialdemokratischen Bewegung an. Sie übersetzte sozialistische und marxistische Texte. Nach den revolutionären Ereignissen von 1905 schrieb sie mehr und mehr politische Satiren, in denen sie die Bourgeoisie kritisierte.
Ihre letzten Jahre verbrachte Ukrajinka in Georgien und Ägypten. Trotz ihrer fortschreitenden Krankheit dichtete sie unermüdlich bis zu ihrem Tod 1913. Ihr Leichnam wurde aus dem georgischen Surami nach Kiew überführt und auf dem Baikowe-Friedhof beigesetzt.

## Familie
Lessjas Vater, der Staatsrat Petro Kossatsch, war Anwalt, Pädagoge und Philanthrop.
Ihre Mutter, die Schriftstellerin Olena Ptschilka, war die Tochter des ukrainischen Dichters und Übersetzers Petro Drahomanow und Schwester des Historikers und politischen Denkers Mychajlo Drahomanow.
Ihre Geschwister waren der Physiker, Meteorologe, Schriftsteller und Übersetzer Mychajlo Kossatsch (Михайло Косач; 1869–1903), die Schriftstellerin, Literaturkritikerin, Übersetzerin, Lehrerin, Bibliografin und Ethnografin Olha Kossatsch-Krywynjuk (1877–1945), die Musikerin und Übersetzerin Oksana Kossatsch-Schymanowska (Оксана Петрівна Косач-Шимановська; 1882–1975), die Persönlichkeit des öffentlichen Lebens Mykola Kossatsch (Микола Петрович Косач; 1884–1937) und die Übersetzerin und Kulturaktivistin Isydora Kossatsch-Boryssowa (Ізидора Петрівна Косач-Борисова; 1888–1980).

## Ehrungen (Auswahl)
Seit 1941 trägt das Nationaltheater des Dramas in Kiew ihren Namen.
Im Stadtbezirk Petschersk der ukrainische Hauptstadt erhielten im Jahr 1965 eine Straße und ein Platz ihren Namen. Auf einem hohen Podest auf dem Platz wurde außerdem ein ihr gewidmetes Bronzedenkmal aufgestellt.
In der Stadt Luzk gibt es die Lessja-Ukrajinka-Straße, an deren Ende ein Denkmal für Lessja Ukrajinka steht. Im Heimatmuseum von Luzk ist ein Raum für Lessja eingerichtet. In ihrem ehemaligen Wohnhaus in Kiew befindet sich heute ein ihr gewidmetes Museum.
Weitere Lessja-Ukrajinka-Denkmale finden sich in Kiew im Stadtgarten gegenüber dem Marienpalast und auf dem Lessja-Ukrajinka-Platz. Eine weitere, nach der Dichterin benannte Straße findet sich in  Pripyat. 1952 schuf die georgische Bildhauerin Tamar Abakelia ein Denkmal in Surami zu ihren Ehren.
Lessja Ukrajinkas Konterfei ist seit 2001 auf der 200-Hrywnja-Banknote der Nationalbank der Ukraine abgebildet, seit 2007 ergänzt um die ersten beiden Verse eines Gedichts der Autorin („За правду, браття, єднаймось щиро, / Єдиний маєм правий шлях …“, etwa: Um der Wahrheit Willen, Brüder, lasst uns aufrichtig zusammenarbeiten. / Es gibt nur einen richtigen Weg …).
Am 30. August 2010 wurde auf Veranlassung der Ukrainischen Botschaft am Haus Johannisstraße 11 in Berlin-Mitte, wo Lessja Ukrajinka einen Klinikaufenthalt verbrachte, eine Gedenktafel zu ihren Ehren enthüllt. Auch an einem Wohnhaus in der Florianigasse 7 in Wien wird ihrer mit einer Gedenktafel gedacht.
Ein Denkmal von Lessja Ukrajinka existiert am Ukrainskij Boulevard in Moskau. Im Jahr 2023 wurde das Denkmal zu einem Ort derer, die in Russland an die ukrainischen Kriegsopfer durch den russischen Überfall auf die Ukraine gedenken. Die Moskauer Polizei kontrolliert, dass die Trauernden keine Aufrufe zum Widerstand oder Photos von Kriegsschäden in der Ukraine niederlegen.

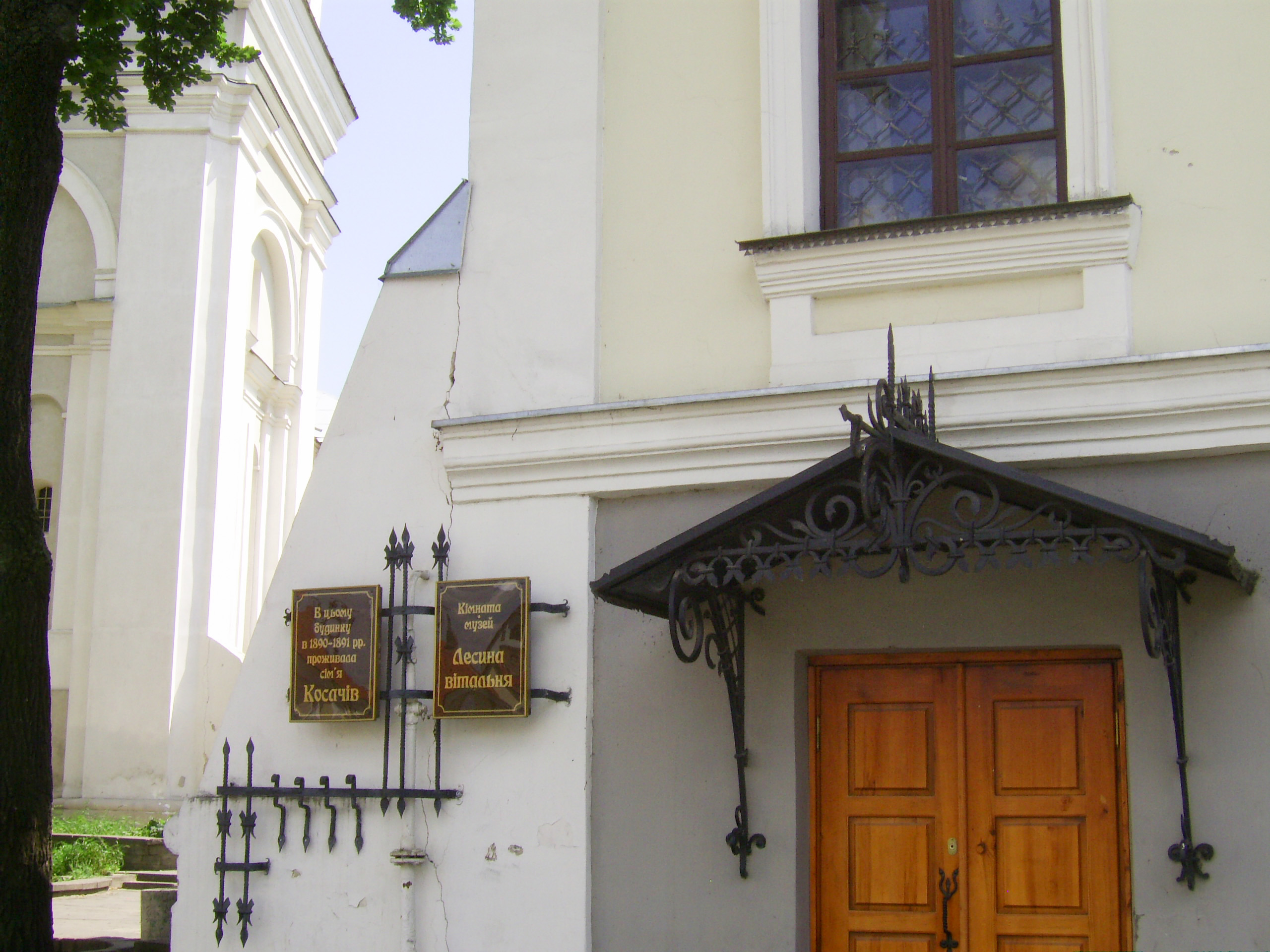
Museum in Luzk
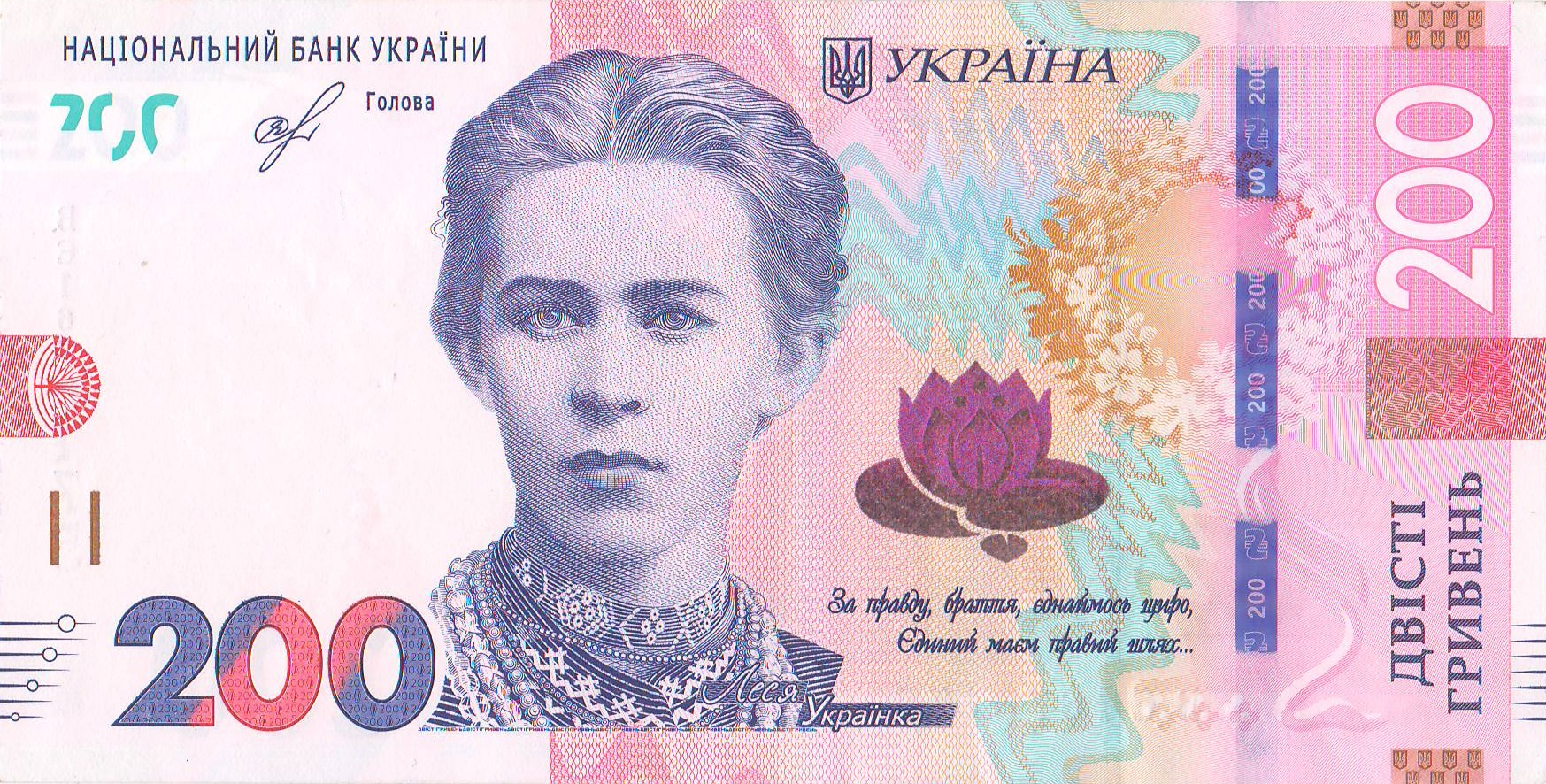
200-Hrywnja-Banknote von 2019
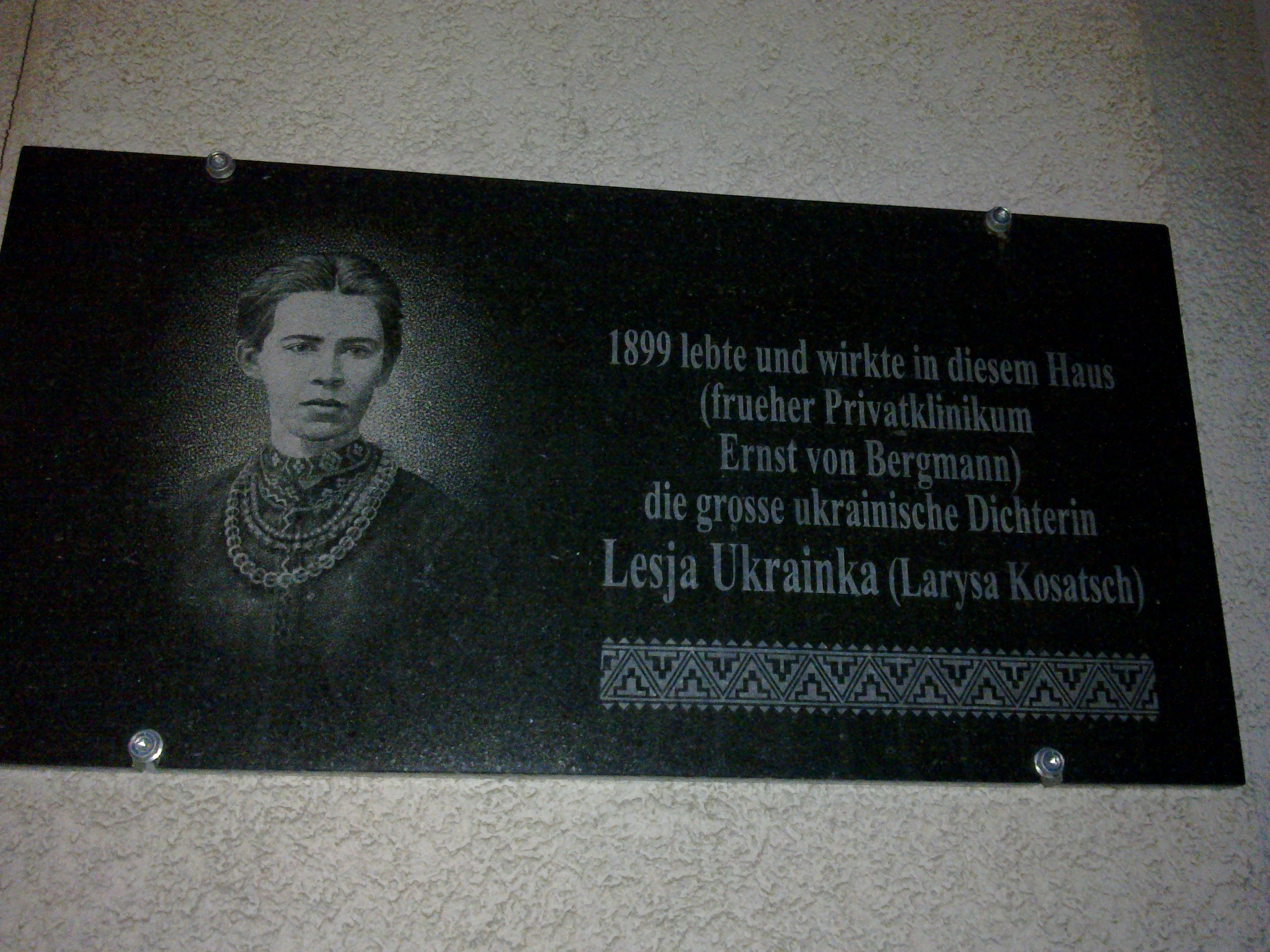
Gedenktafel in Berlin
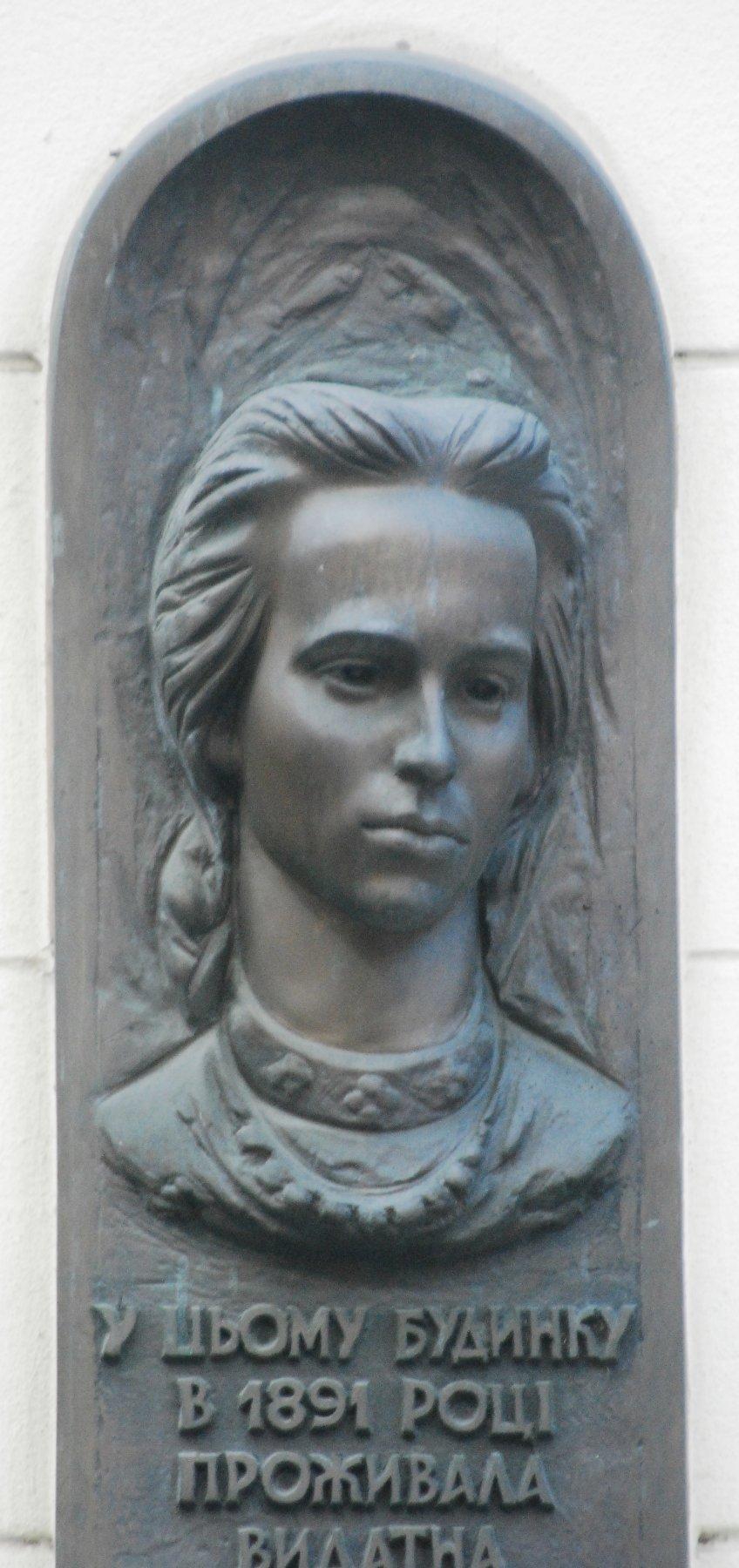
Gedenktafel in Wien
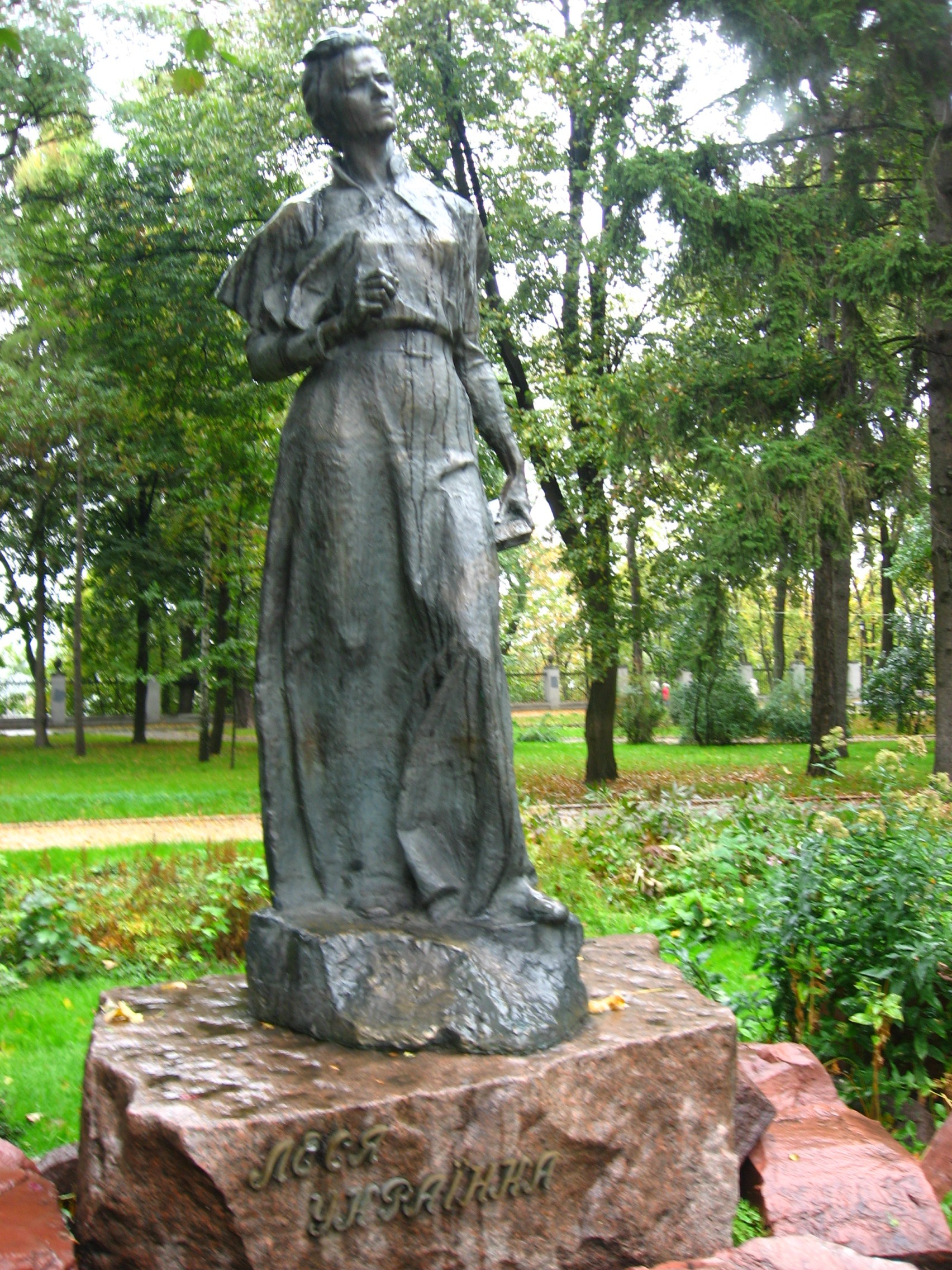
Denkmal im Kiewer Stadtgarten
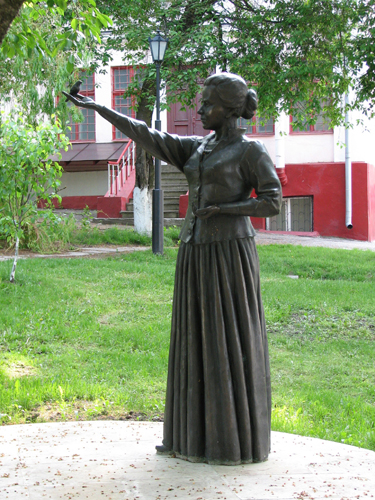
Denkmal in der Frometiwska-Straße in Kiew
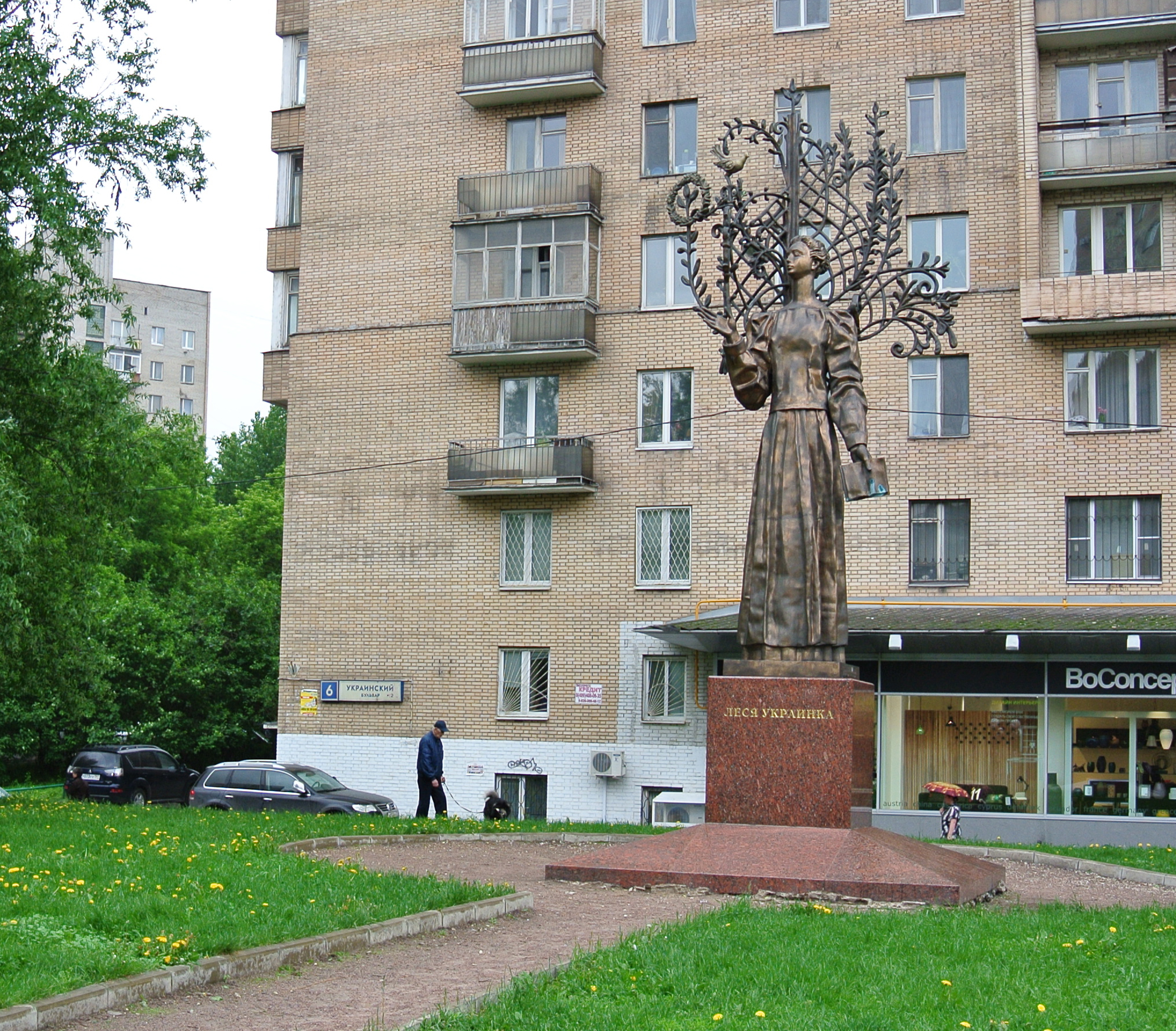
Denkmal am Ukrainskij Boulevard in Moskau

Der im Jahr 2016 entdeckte Asteroid des inneren Hauptgürtels wurde nach ihr benannt: Lesya.

## Werke (Auswahl)
- Dawnja kaska (Давня казка, „Ein altes Märchen“, Versepos 1893)
- Contra Spem Spero! (Gedicht, 1890)
- W domu roboty, w krajini newoli (В дому роботи, в крайній неволі, „Im Arbeitshaus, im Land der Knechtschaft“, dramatischer Dialog, 1906)
- Кассандра (1907)
  - Kassandra. Dramatische Dichtung. Ukrainisch und Deutsch. Übersetzt von Irena Katschaniuk-Spiech. Hrsg. von Ludger Udolph. [Mit einem Nachwort von Hans Rothe.[10] ] Thelem, Dresden 2007, ISBN 978-3-937672-97-7 (Reihe „Kleine slavische Bibliothek“)

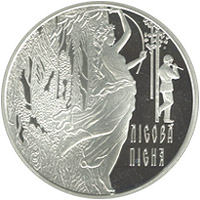
Sondermünze der Nationalbank der Ukraine von 2011 anlässlich des 100. Publikationsjubiläums von Лісова пісня (Waldlied)

- Lisova pisnja (Лісова пісня. Драма-феєрія у трьох актах, 1911)
  - Das Waldlied. Feerie in drei Akten. Ins Deutsche übertragen von Irena Katschaniuk-Spiech [bilinguale Ausgabe]. Zentrum der Nationalen Iwan-Franko-Universität, Lwiw 2006, ISBN 966-613-500-0
  - Das Waldlied. Ein Märchendrama in drei Akten. Für die dt. Bühne umgestaltet von Johannes von Guenther. Drei Masken Verlag, Berlin o. J. [1947]
  - Waldlied. Märchenspiel in drei Aufzügen. Deutsch von E. Bermann. Vorwort von Boris Jakubsky. [Mit Originalholzschnitten von O. Sachnowska]. Staatsverlag Literatur und Kunst der Ukraine, Charkiw und Kijiw 1931 (PDF, 1,9 MB auf chtyvo.org.ua)
- Orhija (Оргія, „Die Orgie“, dramatisches Gedicht, 1913)

Außerdem auf Deutsch erschienen:
- Die Not lehrt. Ukrainische Volksmärchen. Aus dem Ukrainischen von Wolodymyr Schelest. Mit Illustrationen von Petro Gulin. Verlag Dnipro, Kiew 1983
- 13 Gedichte in: Безмежнеє поле / Unendliche Felder. Ukrainische Lyrik in deutscher Nachdichtung von Irena Katschaniuk-Spiech [bilinguale Ausgabe]. Ternopil, Bogdan 2010, ISBN 978-966-10-0339-1, S. 31–51 (djvu, 1,5 MB auf chtyvo.org.ua)

Die erste (zensierte) 10-bändige Werkausgabe aus den Jahren 1963 bis 1965 wurde anlässlich des 150. Geburtstags der Dichterin durch eine vollständige kritische 14-bändige Ausgabe ersetzt. Die PDFs dieser Ausgabe sind über die Webseite des ukrainischen Buch-Instituts von Google Drive kostenlos abrufbar.